# Les Poulets de l'espace
 (mars 2024).
 (mars 2024).
Si vous disposez d'ouvrages ou d'articles de référence ou si vous connaissez des sites web de qualité traitant du thème abordé ici, merci de compléter l'article en donnant les références utiles à sa vérifiabilité et en les liant à la section « Notes et références ».
Les Poulets de l'espace (Space Chickens in Space) est une série d'animation australo-mexico-irlando-britannique en 52 segments de 11 minutes créée par José C. García de Letona et Rita Street. Elle a été initialement diffusée au Royaume-Uni depuis le 19 novembre 2018 sur Disney XD.

## Synopsis
Chuck, Starley et Finley sont enlevés de chez eux et inscrits par erreur dans une ancienne académie militaire intergalactique d’élite. Il leur faudrait toute leur force et leur travail d’équipe pour survivre à chaque escapade qu’ils ont.

## Épisodes
1. La Horde des ténèbres / Bliblisitting
2. Libre arbitre / Clucky
3. Glargg la terreur / Atori
4. La jalousie est un vilain défaut / Je vole !
5. Nouvelle meilleure amie / L'immobilisateur de temps
6. Fan de toi / Défense de rire
7. Interrogation surprise / Perdus dans l'univers
8. Pauvre Dweezil / Combat de nourriture
9. Floufy Flibby Bisou Bisou / Un poulet dans le bocal
10. Titres français inconnus
11. Chuck Un / Dans la tête de Glargg
12. Drôles d'oiseaux / Poulets en cage
13. Les prédictions d'Ommm / Le pinceau magique
14. Titres français inconnus
15. Cadet Clarkk / Les bêtes à bazar
16. Ennemis pour la vie / Une poule dans l'œuf
17. Capitaine Chuck / Le meilleur élève
18. Grand ménage / Pop Pop Poulets Poulet
19. Parfum de poulet / Cas de concierge
20. Le nouveau délégué / Les Rocking Roches
21. La société secrète du truc secret / Tours de wagie
22. Phil d'amour / Bliblis en folie
23. Le pantalon réfrigérant / Sauver Blibli
24. Méchant méchant méchant / Parasites
25. Le tournoi / Le camp fantôme
26. Cache cot-cot / Le retour de Chuck